# インドオオリス

インドオオリス（印度大栗鼠、学名：Ratufa indica）は、ネズミ目（齧歯目）リス科オオリス属に分類されるリスの一種。尾は体長と同じか、やや長く、赤焦げ茶色の体毛と首周りの白い毛が特徴的である。大きいものは頭から尻尾の先までで1メートルもあり体重は3キログラムを超え、世界最大のリスである。

## 生態・形態・分布など
樹上で生活する。隠れ場として樹洞を利用し、木の枝などを集めて大きな球体状の巣を作り子育てをする。
昼行性で縄張りを持つ。林冠で単独生活をしており、果物、木の葉、花、種、樹皮、昆虫、鳥の卵等を食べる。
採食する際に枝に後足をかけぶら下がるのが特徴的な姿勢である。

## 人間との関係
森林伐採などで頭数が激減しており、保護の対象になっている。
ペットとして飼育されることもあるが、値段は非常に高価。

## ギャラリー

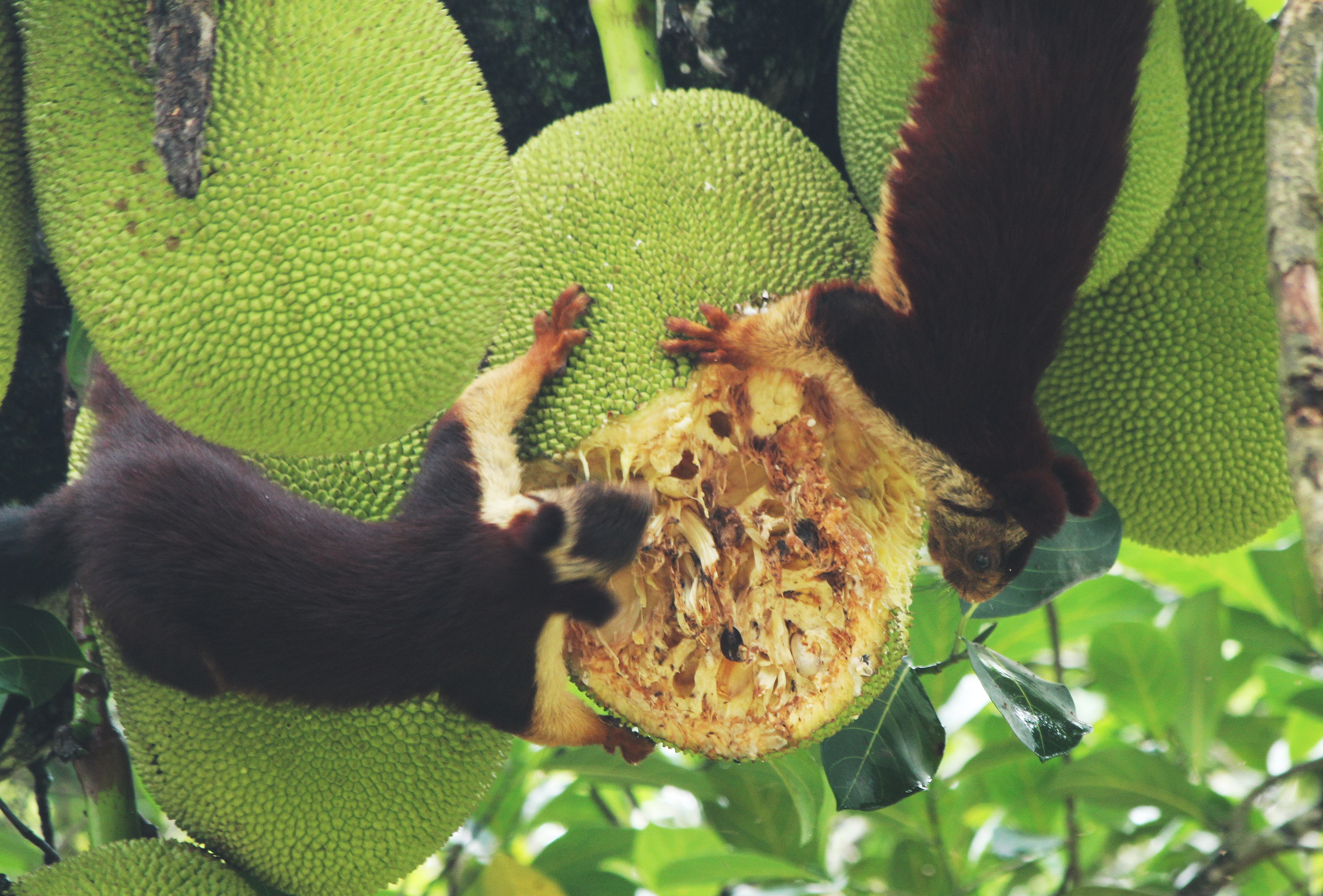
パラミツの果実を食べるインドオオリス